# Eizia mexicana
Eizia mexicana är en måreväxtart som beskrevs av Paul Carpenter Standley. Eizia mexicana ingår i släktet Eizia och familjen måreväxter. Inga underarter finns listade i Catalogue of Life.